# Pierre Huguenard
Pierre Huguenard, né à Belfort le 2 novembre 1924 et mort le 4 mars 2006, est un professeur de médecine, anesthésiste-réanimateur et chercheur français.

## Biographie
Pierre Huguenard est l'un des fondateurs de l'anesthésie moderne avec le Pr Henri Laborit avec l'utilisation de médicaments tels que le penthotal, le Dolosal ou le largactil (définition du « cocktail lytique »), l'hibernation sous drogues, mais aussi le développement de travaux sur les thérapeutiques du choc et de la maladie post-traumatique.
Il est également précurseur et fondateur de la médecine d'urgence avec la mise en place du SAMU 94 (CHU Henri-Mondor) dont il assura la direction. À ce titre il fut à l'avant garde de l'organisation des secours médicaux pré-hospitaliers et de l'organisation de la médecine d'urgence en France. Il fut aussi l'un des initiateurs de la médecine de catastrophe, de son organisation sur le terrain et dans le cadre hospitalier (élaboration du protocole du « Plan blanc »), du perfectionnement des techniques d'évacuations sanitaires terrestres et aériennes, sur le territoire national européen et intercontinental.
Il a été professeur de médecine à la faculté de médecine de l'université Paris 12-Val de Marne et a eu parmi ses élèves les plus notables notamment Xavier Emmanuelli.

## Publications
- Pratique de l'hibernothérapie en chirurgie et médecine avec Henri Laborit, 1954
- Médecine de catastrophe, avec René Noto et Alain Larcan
- Protection et réanimation : Prévention du syndrome réactionnel, avec Y. Baille 1972
- Mes combats pour la vie – Du maquis au SAMU (biographie), éditions Albin Michel, 1981
- Traité de catastrophe : de la stratégie d'intervention à la prise en charge, 1996